# The Rescue (album)
Albums de Explosions in the Sky
Friday Night Lights
(2004) All of a Sudden, I Miss Everyone
(2007)
The Rescue est le quatrième album du groupe de post-rock américain Explosions in the Sky, sorti en octobre 2005.

## Composition
Pour cet album, le groupe décide de changer leur processus de composition. En effet, la totalité de l'album a été improvisé en huit jours, soit une chanson par jour,.

## Commercialisation
L'album fait partie d'une collection d'EPs nommé Travel in Constant. Il est aussi vendu lors des spectacles du groupe et sur le site web de Temporary Residence Limited. La pochette de l'album est une photographie d'un tableau de Walter Hunt nommé Rescue of a Lost Friend.

## Liste des chansons
Toutes les chansons sont écrites et composées par Mark Smith, Chris Hrasky, Munaf Rayani et Michael James.
| No | Titre | Durée |
| -- | ----- | ----- |
| 1. | Day 1 | 4:32  |
| 2. | Day 2 | 3:47  |
| 3. | Day 3 | 4:34  |
| 4. | Day 4 | 3:00  |
| 5. | Day 5 | 4:35  |
| 6. | Day 6 | 5:22  |
| 7. | Day 7 | 4:23  |
| 8. | Day 8 | 2:35  |